# Arsirrhyncha
Arsirrhyncha é um gênero de traça pertencente à família Agonoxenidae.